# Micromalthus debilis
Espèce
Micromalthus debilis est une espèce d'insectes coléoptères, originaire de l'est des États-Unis.
C'est le seul représentant vivant de la famille des Micromalthidae autrement éteinte, ce qui lui vaut d'être qualifié de « fossile vivant ».

## Classification
L'espèce Micromalthus debilis est décrite par John Lawrence LeConte en 1878.

## Caractéristiques
Cette espèce présente une forme allongée, entre 1 et 3 mm. Son corps est brun foncé alors que ses pattes et ses antennes sont jaunes. Sa tête est plus grande que son thorax avec de grands yeux en saillie sur les deux côtés.
Cette espèce a été étudiée par Herbert Spencer Barber, qui a découvert qu'il existe plusieurs types distincts de larves chez cette espèce et que, dans certaines conditions, les larves produiront à la fois des œufs et des larves vivantes,,. Cela a depuis été confirmé par d'autres scientifiques, mais initialement cette découverte a été mise en doute par beaucoup d'entomologistes.